# Мезопротерозой
Мезопротерозой — геологічна ера, частина протерозою. Почалася 1,6 мільярдів років тому, а закінчилася 1 мільярд років тому.
Мезопротерозой поділяється на 3 періоди:
- калімій (1,6—1,4 млрд років тому),
- ектазій (1,4—1,2 млрд років тому),
- стеній (1,2—1,0 млрд років тому).

Основні події: формування суперконтиненту Родинія і еволюція статевого розмноження.